# Svetlana Marsh
Svetlana Marsh, skådespelare och regissör inom pornografisk film.
Marsh regisserade mellan 1979 och 1986 17 filmer, många av dem tillsammans med David J. Frazer.  Marsh har även medverkat som skådespelare i filmerna, men har aldrig haft sex framför kameran.